# Mangatany
Mangatany est un village situé dans la commune d'Arivonimamo, Madagascar,.